# Kristen Bell
Kristen Anne Bell (født 18. juli 1980) er en amerikansk skuespillerinde bedst kendt fra den amerikanske tv-serie Veronica Mars og Disneyfilmen Frost.

## Opvækst og familie
Kristen er født og opvokset i Huntington Wood, Michigan. Hendes far er Tom Bell og hendes mor er sygeplejersken Lorelei Bell.
I en alder af 17 år, mistede Kristen sin bedste veninde Jenny De Rita i en bilulykke.
Kort efter at Kristen havde færdiggjort High school, flyttede hun til New York.

## Filmografi

### Film
| År   | Titel                             | Rolle                       | Kommentarer     |
| ---- | --------------------------------- | --------------------------- | --------------- |
| 1998 | Polish Wedding                    | Teenage Girl                | ikke krediteret |
| 2001 | Pootie Tang                       | Record Executive's Daughter |                 |
| 2002 | The Cat Returns                   | Hiromi                      | Stemme          |
| 2004 | Spartan                           | Laura Newton                |                 |
| 2005 | Reefer Madness: The Movie Musical | Mary Lane                   |                 |
| 2005 | Deepwater                         | Nurse Laurie                |                 |
| 2005 | The Receipt                       | Pretty Girl                 |                 |
| 2006 | Fifty Pills                       | Gracie                      |                 |
| 2006 | Pulse                             | Mattie                      |                 |
| 2006 | Roman                             | The Girl                    |                 |
| 2007 | Flatland: The Movie               | Hex                         | Stemme          |
| 2008 | Fanboys                           | Zoe                         |                 |
| 2008 | Forgetting Sarah Marshall         | Sarah Marshall              |                 |
| 2009 | Sheepish                          | Marybelle                   | Stemme          |
| 2010 | Burlesque                         | Nikki                       |                 |
| 2010 | You Again                         | Marni                       | Hovedperson     |
| 2011 | Scream 4                          | Chloe                       |                 |
| 2013 | Frost                             | Anna                        |                 |
| 2019 | Frost 2                           | Anna                        |                 |

### Fjernsyn
| År          | Titel                               | Rolle                               | Kommentarer |
| ----------- | ----------------------------------- | ----------------------------------- | ----------- |
| 2003        | The Shield                          | Jessica Hintel                      | 1 episode   |
| 2003        | American Dreams                     | Amy Fielding                        | 1 episode   |
| 2003        | The O'Keefes                        | Virginia's Owner                    | 2 episoder  |
| 2003        | Everwood                            | Stacey Wilson                       | 1 episode   |
| 2003        | The King and Queen of Moonlight Bay | Alison                              | TV film     |
| 2004        | Gracie's Choice                     | Gracie Thompson                     | TV film     |
| 2004        | Deadwood                            | Flora Anderson                      | 2 episoder  |
| 2004 - 2007 | Veronica Mars                       | Veronica Mars                       | 64 episoder |
| 2007 - 2008 | Heroes                              | Elle Bishop                         | 13 episoder |
| 2007 - 2012 | Gossip Girl                         |                                     |             |
| 2012 - nu   | House of lies                       | Jeannie van der Hooven (hovedrolle) | 36 episoder |

### Andet
| År   | Titel                           | Rolle         | Kommentarer |
| ---- | ------------------------------- | ------------- | ----------- |
| 2007 | Assassin's Creed (computerspil) | Lucy Stillman | Stemme      |